# Wittislingen
Wittislingen er en købstad (Markt) i Landkreis Dillingen an der Donau i Regierungsbezirks Schwaben i den tyske delstat Bayern, med omkring 2.360 indbyggere. Den er en del af Verwaltungsgemeinschaft Wittislingen.

## Geografi
Wittislingen består af bydelene Schabringen, Wittislingen og Zöschlingsweiler. Den ligger ved den sydlige ende af Schwäbische Alb på begge sider af floden Egau, der er en lille biflod til Donau.